# .DS Store
فایل DS_Store (ذخیره ساز عملیات دسکتاپ) فایلی مخفی و دارای پسوند اختصاصی می‌باشد که توسط OS X به جهت ذخیره ویژگی‌های یک پوشه مانند موقعیت آیکون‌ها یا انتخاب یک صفحه پس زمینه می‌باشد.